# Pierre Lacau

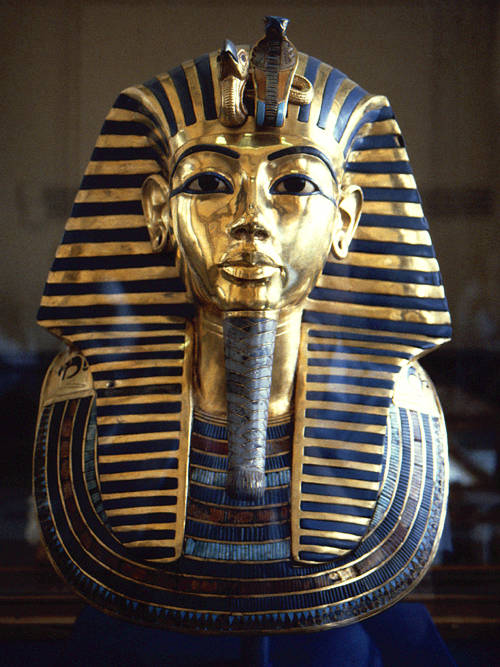
Màscara funerària de Tutankhamon

Pierre Lacau (25 novembre de 1987 - 26 de març 26 de 1963) fou un egiptòleg i filòleg francès. Va exercir com a director d'antiguitats d'Egipte des de 1914 fins a 1936, i va supervisar el 1922 el descobriment de la tomba de Tutankamon a la Vall dels Reis per Howard Carter.

## Primers anys
Pierre Lacau va néixer a la comuna francesa de Brie-Comte-Robert. Va ser criat i educat com un jesuïta

## Carrera
El primer nomenament de Lacau al Caire va ser a la Comissió Internacional per a la redacció del catàleg general del Museu del Caire.
El 1912 va ser nomenat director de la Institut Français d'Archéologie Orientale, càrrec en el qual va succeir Emile Chassinat, el treball del qual va continuar excavant noves estructures dins dels Abu Rawash, el complex funerari de Djedefre a l'est de les piràmides de Guiza.
De 1914 a 1936 va exercir com a director general del Departament d'Antiguitats d'Egipte. Va ser nomenat el 1914 per succeir Gaston Maspero, però podria no haver ocupat el càrrec fins després de la Primera Guerra Mundial. Immediatament va anunciar que les concessions d'excavació es limitarien als representants de les institucions públiques i les societats. A continuació, va reinterpretar la llei, referent a la divisió de les troballes perquè el Museu Nacional d'Egipte podria prendre totes les troballes úniques i donar-li a l'excavador tota la resta
Lacau va supervisar el descobriment de la tomba de Tutankamon el 1922 pels arqueòlegs anglesos Howard Carter i Lord Carnarvon a la Vall dels Reis. Les relacions amb Carter poques vegades van ser cordials i es van veure exacerbades pel monopoli dels drets d'edició que Lord Carnarvon va vendre a The Times, i la pressió del govern egipci que estava ressentit per la manca de participació d'Egipte en l'excavació de Tutankamon.
El 1924 Lacau, actuant sota les ordres del nou ministre d'Obres Públiques, va prohibir a les dones de l'equip de Howard Carter que entressin a la tomba. Carter va tancar la tomba en senyal de protesta; un cop tancada es va negar a lliurar les claus i publicà una nota explicativa a l'Old Winter Palace Hotel, Luxor, amb la qual cosa trencava els termes de la seva llicència i cedia el control total a Lacau.
El 1938 Lacau va ser nomenat catedràtic al Collège de France de París, on va ocupar la càtedra d'egiptologia fins al 1947, va ser triat membre de l'Académie des inscriptions et belles-lettres el 1939.

## Publicacions
- Catalogue général des antiquités égyptiennes du Musée du Caire. Sarcophages antérieurs au Nouvel Empire, Le Caire, Impremta de l'Institut Français d'Archéologie Orientale, 1904
- Amb Jean-Philippe Lauer, Fouilles à Saqqarah. La pyramide à degrés. Tome V. Inscriptions à l'encre sur les Vases, Institut français d'archéologie orientale, 1965